# Bürdenbach
Bürdenbach é um município da Alemanha localizada no distrito de Altenkirchen, na associação municipal de Verbandsgemeinde Flammersfeld, no estado da Renânia-Palatinado.

## População
| - 1815 – 73 - 1835 – 111 - 1871 – 124 - 1905 – 190 - 1939 – 234 | - 1950 – 251 - 1961 – 288 - 1970 – 306 - 1987 – 352 - 2005 – 521 |